# Rocket Robin Hood
Rocket Robin Hood è una serie televisiva animata canadese prodotta da Trillium e Steve Krantz Production. La serie televisiva introduce i caratteri della leggenda di Robin Hood in un ambiente futuristico.

## Descrizione
Rocket Robin Hood guida un gruppo denominato "Merry Men", che comprende Little John (forte, simpatico e stupido), Frate Tuck (sovrappeso, fabbricatore di armi per i "Merry Men"), Will Scarlet (cugino di Robin Hood, testa rossa a due pugni), Lady Marian (donna amata da Robin Hood), Alan-a-Dale (intelligentissimo), Giles (il cuoco) e altri personaggi dalla classica storia di Robin Hood.
La storia è ambientata nell'anno 3000, sull'asteroide New Sherwood Forest. Lo scopo dei protagonisti è quello di rovinare i vari piani dispotici del Principe Giovanni e del suo lacchè, lo sceriffo di N.O.T.T. (National Outer-space Terrestrial Territories), alleati con altri cattivi come Dr. Mendulla, Manta, Nocturne e il Signore della Guerra di Saturno.
Ogni episodio, della durata di 22 minuti, è diviso in 3 parti, e mostrano anche brevi vignette riguardanti i personaggi. Un coro maschile fa da sigla d'apertura e di chiusura per ognuna delle 3 stagioni della serie, nello stile delle antiche ballate inglesi.

## Doppiaggio
| Personaggio          | Doppiatore originale | Doppiatore italiano |
| -------------------- | -------------------- | ------------------- |
| Rocket Robin Hood    | Len Birman           | Agostino De Berti   |
| Little John          | Ed McNamara          | Ernesto Maria Rossi |
| Sceriffo di N.O.T.T. | Gillie Fenwick       | Sante Calogero      |
| Will Scarlet         | Chris Wiggins        | Raffaele Fallica    |
| Frate Tuck           | Paul Kligman         |                     |
| Lady Marian          | Gillie Wiggins       |                     |
| Narratore            | Bernard Cowan        | Gianfranco Gamba    |
| Dr. Manta            | Carl Banas           |                     |
| Barone Blank         | Chris Wiggins        |                     |
| Infinata             | Chris Wiggins        |                     |
| Titanor              | Carl Banas           |                     |

## Episodi

### Prima stagione
| Nº | Titolo originale                  | Titolo italiano                   | Prima TV USA     |
| -- | --------------------------------- | --------------------------------- | ---------------- |
| 1  | Prince of Plotters                |                                   |                  |
| 2  | The Time Machine                  |                                   |                  |
| 3  | Robin versus the Robot Knight     |                                   | 15 ottobre 1967  |
| 4  | The Mystery of the Crown Jewels   | Il mistero dei gioielli scomparsi | 22 ottobre 1967  |
| 5  | Warlord of Saturn                 | Il terribile Oxy Vak              | 29 ottobre 1967  |
| 6  | Safari                            | Safari                            | 5 novembre 1967  |
| 7  | Wily Giles                        | Il terribile Giles                | 12 novembre 1967 |
| 8  | Jesse James Rides Again           | Jesse James di nuovo in sella     |                  |
| 9  | Giles the Great                   |                                   |                  |
| 10 | City Beneath the Seas             | Una civiltà sottomarina           |                  |
| 11 | Don Cayote McPherson              | Don Kayote                        | 10 dicembre 1967 |
| 12 | Michael Shawn the Leprechaun      | Il tesoro di Leprechaun           | 17 dicembre 1967 |
| 13 | Little Little John                |                                   |                  |
| 14 | The Marmaduke Caper               | Un eroe per Marmaduke             |                  |
| 15 | Follow the Leader                 | I privilegi del potere            |                  |
| 16 | Cleopatra Meets Little John       | Little John e Cleopatra           |                  |
| 17 | Little George                     | Little George                     |                  |
| 18 | The Magic Medallion of Morse      |                                   |                  |
| 19 | The Awful Truce                   | Una tregua per Robin              |                  |
| 20 | The Sad, Sad, Sheriff of N.O.T.T. |                                   |                  |
| 21 | Don't Make a Sound                | Non fare rumore                   |                  |
| 22 | Goritang                          | Il Goritang                       |                  |
| 23 | The Orbiting Salesman             | Il venditore ambulante            |                  |
| 24 | Marlin, the Magician              | Il mago Merlino                   |                  |

### Seconda stagione
| Nº | Titolo originale                 | Titolo italiano                   | Prima TV USA |
| -- | -------------------------------- | --------------------------------- | ------------ |
| 25 | Doctor Mortula                   | Il dottor Mortula                 |              |
| 26 | The Space Wolf                   | Il lupo spaziale                  |              |
| 27 | Dr. Magnet                       | Il dottor Magnet                  |              |
| 28 | The Manta Menace                 | La minaccia di Manta              |              |
| 29 | Young Mr. Ulysses                | Il giovane Ulisse                 |              |
| 30 | The Incredible Gem of Cosmo Khan | L'incredibile gemma di Cosmo Kahn |              |
| 31 | Who'll Kill Rocket Robin?        | Chi ucciderà Rocket Robin?        |              |
| 32 | Genius in a Bottle               | Esemplari in bottiglia            |              |
| 33 | The Tree Kingdom of Caldomar     | La città sugli alberi             |              |
| 34 | Catch a Comet by the Tail        | Prendi una cometa per la coda     |              |
| 35 | The Emperor Jimmy                | L'imperatore Jimmy                |              |
| 36 | The Eternal Planet or Romarama   | Il pianeta eterno                 |              |

### Terza stagione
| Nº | Titolo originale             | Titolo italiano                    | Prima TV USA |
| -- | ---------------------------- | ---------------------------------- | ------------ |
| 37 | Dark Galaxy                  | Il terribile sonno                 |              |
| 38 | Space Giant                  | Il gigante dello spazio            |              |
| 39 | The Haunted Asteroid         | L'asteroide                        |              |
| 40 | The Plot to Destroy N.O.T.T. | Il complotto                       |              |
| 41 | The Solar Sphinx             | La Sfinge solare                   |              |
| 42 | Lord of the Underworld       | Il Signore degli inferi            |              |
| 43 | The Ghost Pirates            | I pirati fantasma                  |              |
| 44 | Dementia Five                | Dementia Cinque                    |              |
| 45 | Lord of the Shadows          | Il Signore delle ombre             |              |
| 46 | The Living Planet            | Il pianeta vivente                 |              |
| 47 | From Menace to Menace        | I mostri meccanici                 |              |
| 48 | The Planet of Dreams         | A cavallo di un missile            |              |
| 49 | Slaves of Medulla            | Gli schiavi di Medulla             |              |
| 50 | Jaws of Steel                | Mandibole di acciaio               |              |
| 51 | The Storm Makers             | Il dispensatore di tempeste        |              |
| 52 | Return Trip                  | Allucinante viaggio nella galassia |              |